# Charles Clément Bervic
Charles Clément Bervic (egentligen Balvay), född den 23 maj 1756, död den 23 mars 1822, var en fransk kopparstickare.
Bervic var elev till Jean-Baptiste Le Prince och Johann Georg Wille. Han stack figurkompositioner och porträtt, bland att Carl von Linné efter Alexander Roslins målning, samt ett berömt porträtt av Ludvig XVI av Frankrike.